# 3620 Platonov
3620 Platonov este un asteroid din centura principală, descoperit pe 7 septembrie 1981 de Liudmila Karacikina.